# Otis Blackwell
Otis Blackwell (Brooklyn, Nueva York, 16 de febrero de 1931 - Nashville, Tennessee, 6 de mayo de 2002) fue un compositor, cantante y pianista afroamericano pionero del Rock and roll. Creador de más de mil canciones, entre sus composiciones más relevantes se encuentran “Fever” para Little Willie John, “Great Balls of Fire” y “Breathless” para Jerry Lee Lewis,  “Don’t Be Cruel”, “All Shook Up”, “Return to Sender”  para Elvis Presley o "Handy Man" para Jimmy Jones.

## Biografía
Nacido en Brooklyn en plena Gran Depresión, de niño estudió piano y creció escuchando R&B y música Country. En 1952 ganó un concurso de talentos locales en el Teatro Apollo de Harlem que le valió un contrato discográfico con RCA y después con Jay-Dee donde grabó su primera composición “Daddy Rolling Stone”, posteriormente popularizada por la banda británica The Who. Fichado por Joe Davis, un veterano productor discográfico que supo ver su talento y le recomendó dedicarse a la composición, a partir de 1955 se dedicó plenamente a escribir para todas las grandes compañías discográficas norteamericanas. Tuvo su primer gran éxito en 1956 cuando Little Willie John grabó “Fever”. En 1958, la versión de Peggy Lee se convierte en un éxito aun mayor y la canción es nominada a tres Premios Grammy en las categorías de mejor interpretación vocal femenina, mejor canción del año y mejor disco del año.
En 1956 compone “Don´t Be Cruel”, inicialmente ofrecida a The Four Lovers, el grupo de Frankie Valli, aunque finalmente fue un emergente Elvis Presley el que se hizo con la canción, que fue incluida como cara B del sencillo “Hound Dog”.  “Don`t Be Cruel” está considerada por la revista Rolling Stone como la 197 de las 500 mejores canciones de todos los tiempos. La asociación con Elvis Presley continuó con temas como "Paralyzed"  “All Shook Up” en 1957, ocho semanas en el número 1 del Billboard Hot 100 o “Return to Sender” de 1962 entre otros.
En 1957 escribe para Jerry Lee Lewis el tema “Great Ball of Fire” uno de los sencillos más exitosos de la historia con más de un millón de copias vendidas solo en los primeros diez días de su lanzamiento. La canción es considerada por la revista Rolling Stone como la 96.ª mejor canción de todos los tiempos. Jerry Lee repetiría éxito en 1958 con “Breathless”.
En 1959 cosecha dos nuevos éxitos  "Hey Little Girl" interpretada por Dee Clark y "Handy Man" inicialmente grabado por Jimmy Jones pero que llevaría a la fama James Taylor en 1977. James Taylor sería galardonado con el Premio Grammy a la mejor interpretación vocal por esta grabación.
En los años 60, cuando en el rock empieza a primar la autoexpresión (grupos y solistas que se nutrían de sus propias ocurrencias), Blackwell se traslada a Nashville (Tennessee) donde se dedica a componer música Country. Allí falleció en 2002 de un fallo cardíaco, tras más de una década sufriendo una parálisis cerebral. Está enterrado en el Woodlawn Memorial Park Cemetery de la capital del Country.

## Legado y reconocimiento
Otis Blackwell es considerado como uno de los más grandes compositores de R&B de todos los tiempos, ayudó a redefinir la música popular en América en la década de 1950 y contribuyó a inventar el lenguaje musical del Rock and roll en sus inicios. Sus obras han sido inmortalizadas por multitud de artistas, incluyendo a Jerry Lee Lewis , Ray Charles , Otis Redding , James Brown , The Who , Johnny Thunders , Billy Joel , James Taylor , Dolly Parton , Elvis Presley, Conway Twitty , The Judds , Carl Perkins y Peggy Lee , entre muchos otros.
Blackwell fue un gran desconocido en su época, la mayoría de sus composiciones las firmó bajo el seudónimo de “John Davenport” porque “sonaba más blanco”. A lo largo de su vida, compuso más de mil canciones, obteniendo unas ventas mundiales de cerca de 200 millones de discos, sin embargo llevó una vida modesta ya que siempre vendió los derechos originales de sus canciones a las grandes compañías por a penas una miseria.
Otis Blackwell fue incluido en el Salón de la Fama de Compositores de Nashville en 1986 y en 1991 en el Salón de la Fama de los Compositores de la Academia Nacional de la Música Popular norteamericana. El momento culminante en su vida llegó a finales de los 80 cuando la "Coalición Black Rock", una prominente organización de músicos negros de rock, encabezados por Vernon Reid , el guitarrista principal de la banda Living Colour, celebraron un homenaje para él en el Prospect Park Bandshell en su Brooklyn natal.  
Blackwell fue galardonado con el Premio Ahmet Estegun en el Salón de la Fama del Rock. Este galardón premia a los profesionales que trabajan detrás de la escena en la industria musical.